# Schoenorchis buddleiflora
Schoenorchis buddleiflora là một loài thực vật có hoa trong họ Lan. Loài này được (Schltr. & J.J.Sm.) J.J.Sm. miêu tả khoa học đầu tiên năm 1912.